# Zoriane (obwód doniecki)
Zoriane (ukr. Зоряне) – wieś na Ukrainie, w obwodzie donieckim, w rejonie pokrowskim, w hromadzie Marjinka. W 2001 liczyła 939 mieszkańców.